# Ogród zoologiczny w Banja Luce
Ogród zoologiczny Trapisti w Banja Luce (serb. Бањалучки зоолошки врт) – prywatny ogród zoologiczny zlokalizowany w północno-wschodniej części Banja Luki (dzielnica Lazarevo, serb. Лазарево) w Bośni i Hercegowinie (Republika Serbska). Jest to jedyna tego typu instytucja w Republice Serbskiej. 

## Historia
Ogród otwarty w 2008 zajmuje powierzchnię 23.000m², znajdując się około 5 kilometrów od centrum miasta. Właścicielem był Zoran Suvajac. Zaprojektowano go tak, by oprócz ekspozycji różnych gatunków roślin i zwierząt pełnił również rolę parku rozrywki dla dzieci, oferował jazdę na kucach, miejsca do grillowania i inne. Na terenie parku znajduje się restauracja o powierzchni 400 m² (220 miejsc) i tzw. "wiejski dom" o powierzchni 120 m². 
Z uwagi na problemy finansowe, począwszy od 2012 roku ogród ograniczył działalność. Z pięćdziesięciu gatunków pozostało wówczas jedynie dwadzieścia. Dużą część zwierząt (głównie lamy, małpy i jelenie) sprzedano prywatnym farmom, część wypuszczono na wolność (np. jastrzębie, kuny, lisy i fretki). Pozostały niedźwiedzie brunatne, wilki, suri i orły. Funkcja rekreacyjna placówki została utrzymana.   

## Galeria

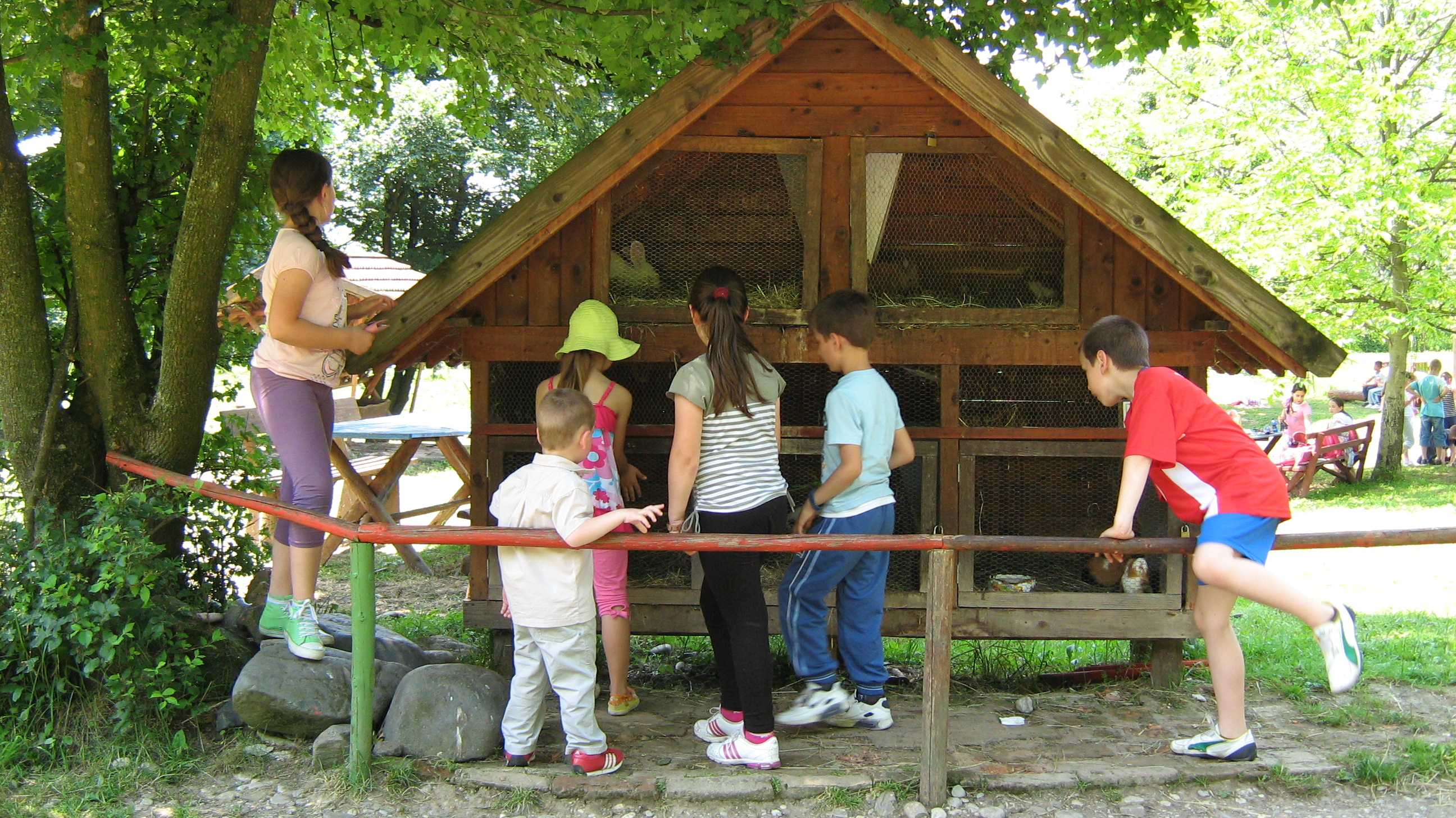
Pawilon z królikami
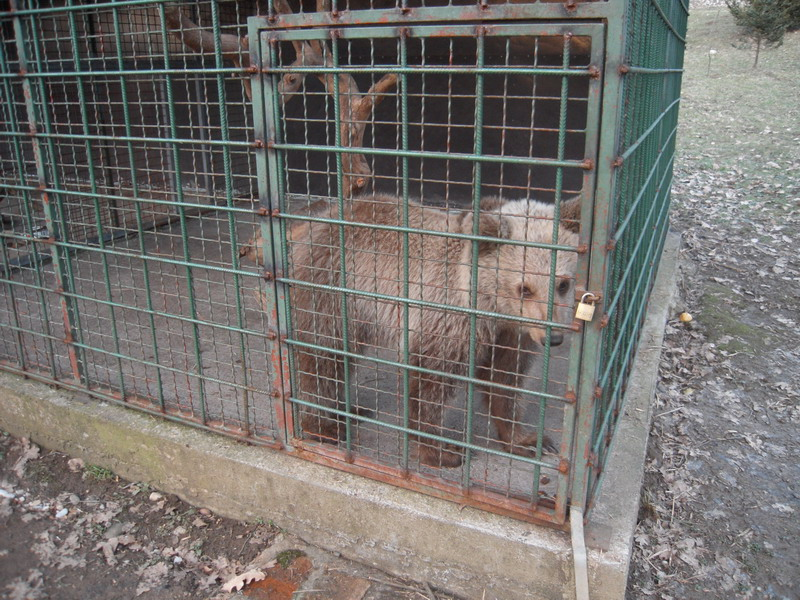
Niedźwiedź brunatny
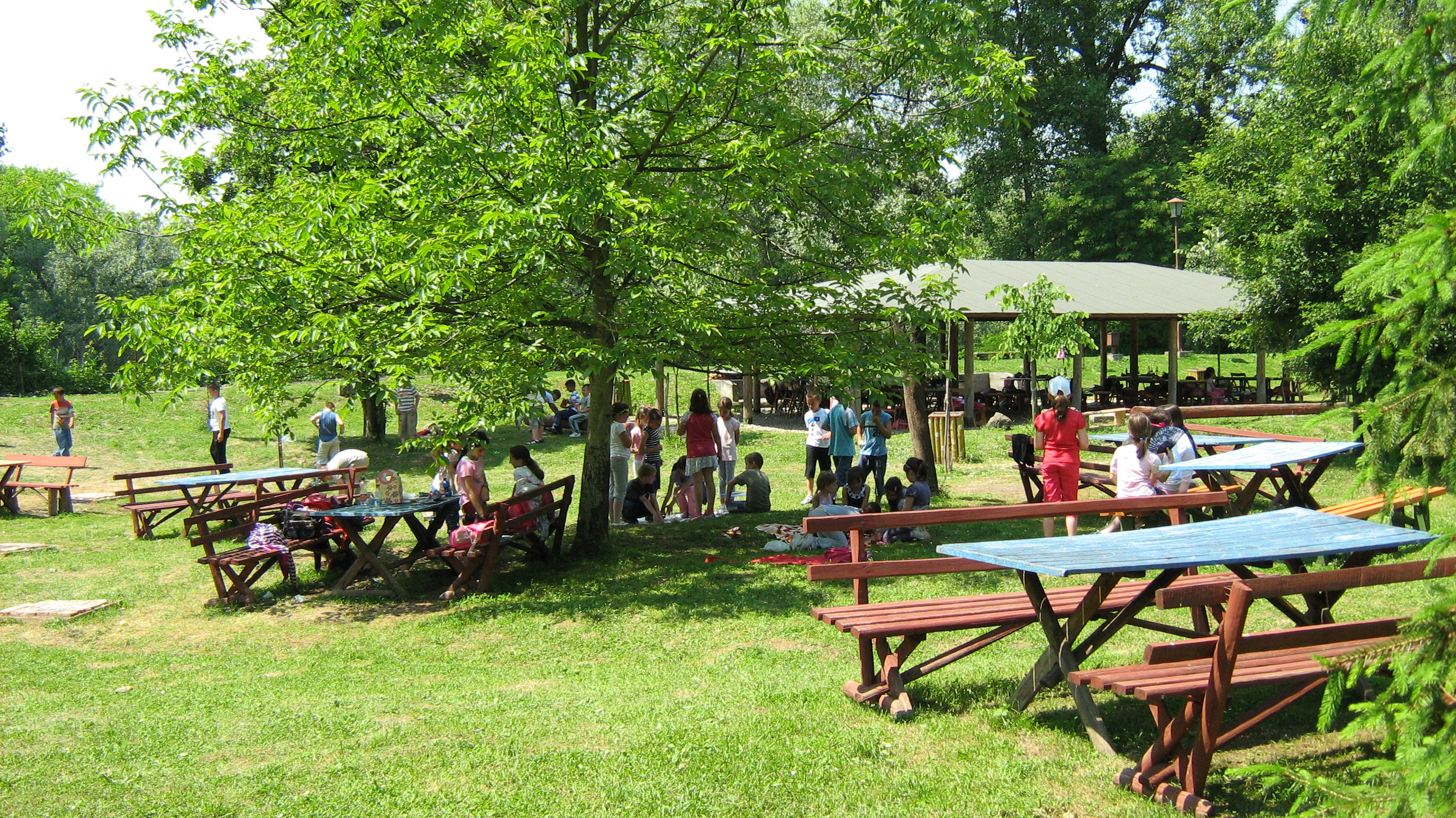
Teren rekreacyjny